# 9 Puppis
9 Puppis är en dubbelstjärna och eruptiv variabel av RS Canum Venaticorum-typ (RS:) i Akterskeppets stjärnbild.
Stjärnan varierar mellan visuell magnitud +5,14 och 5,17 utan någon fastställd periodicitet. Den befinner sig på ett avstånd av ungefär 54 ljusår.